# Clara Rosager
Clara Rosager, född 11 november 1996 i Köpenhamn, är en dansk skådespelare och tidigare fotomodell. 
Rosager har bland annat medverkat i TV-serierna 1899 och The Rain. Hon har även medverkat i filmen Kyssen.

## Filmografi (i urval)
- 2018 – Before the Frost (sv. alt. titel Före frosten)
- 2018 – Journal 64
- 2019–2020 – The Rain (TV-serie)
- 2022 – 1899 (TV-serie)
- 2022 – Kyssen